# Traci, I Love You
Traci, I Love You ist ein Pornofilm aus dem Jahr 1987. Er war der letzte Pornofilm mit Traci Lords und gleichzeitig auch der erste nach ihrem 18. Geburtstag. Alle vorausgegangenen Filme sind in der ursprünglichen Fassung in den Vereinigten Staaten illegal.

## Inhalt
Die Internationalen Filmfestspiele von Cannes bilden den Hintergrund für die Geschichte. Ein junges Model lässt sich von einem französischen Fotografen durch das Festivalleben führen und ist bereit für einige Fotoshootings zu posieren. Als Gegenleistung bietet dieser Traci an, ihr bei der Entdeckung ihrer Sexualität behilflich zu sein und führt sie zu verschiedenen Orten, wo sie variierende Formen des Aktes erleben kann.

## Rezeption
Da Traci Lords in den zuvor produzierten Pornofilmen noch minderjährig war und dies zu einem US-weiten Skandal geführt hatte, erlangte Traci I Love You, der durch ihre inzwischen erlangte Volljährigkeit legal verkauft und erworben werden durfte, enorme Aufmerksamkeit.
Traci I Love You erhielt 1988 die AVN-Awards für Best Renting Title of the Year sowie für Best Selling Title of the Year.

## Finanzieller Erfolg
Lords verkaufte die Rechte am Film für 100.000 $.

## Kritik an der Veröffentlichungspolitik von Traci Lords
Es gab Vermutungen, dass die Beteiligung von Traci Lords im minderjährigen Alter an Pornofilmen gezielt veröffentlicht und damit zum Skandal gemacht worden sei. Man warf Lords, die den Film produziert hatte und die Rechte an ihm besaß, vor, nun von dem Aufsehen zu profitieren: “It was a great coup on her part.” (Deutsch: Es war ein genialer Schachzug ihrerseits.) und: „Von den etwa 70 Pornofilmen, die Lords gedreht hat, ist heute in den Vereinigten Staaten nur noch einer legal erhältlich, er heißt ‚Traci, I Love You‘ (…)“ Traci Lords bestritt die Gerüchte um den geschaffenen Skandal.